# Dyacopterus spadiceus
Dyacopterus spadiceus là một loài động vật có vú trong họ Dơi quạ, bộ Dơi. Loài này được Thomas mô tả năm 1890.